# Stubbs the Zombie in Rebel Without a Pulse
Stubbs the Zombie in Rebel Without a Pulse — компьютерная игра в жанре экшен от третьего лица, разработанная компанией Wideload Games на движке Halo и изданная компанией Aspyr Media в 2005 году. Релиз на платформе Xbox состоялся 18 октября, а на Windows и Mac OS X игра вышла в ноябре. В Европе игра была выпущена 10 февраля 2006 года. 16 марта 2021 года вышла ремастер-версия.

## Сюжет
Действие игры начинается с церемонии открытия вымышленного города Панчбоула (англ. Punchbowl), Пенсильвания, в 1959 году. Главный герой, Эдвард «Стаббс» Стабблфилд, неудачливый коммивояжёр был убит в 1933 году во время Великой депрессии Отисом Мандэем (англ. Otis Monday), после того, как последний пришёл домой и застукал Стаббса со своей дочерью Мэгги Мандэй (англ. Maggie Monday). Выстрелив в него своим мушкетом, он похоронил Стаббса под местом, которое именуется городом Панчбоул. Спустя девять месяцев Мэгги родила Эндрю Мандэя (англ. Andrew Monday), ставшего в будущем успешным промышленником, и заложившего город Панчбоул. Далее действие игры идёт от лица зомбированного Стаббса, восставшего из своей могилы в центре Панчбоула. Стаббс начинает бродить по городу (а также по его ближайшим окрестностям) убивая всех на своём пути, сея хаос, для того чтобы отомстить обидчикам за свою смерть и вновь найти свою возлюбленную Мэгги Мандэй.

## Игровой мир
Панчбоул — фантастический ретро-футуристический город, походящий на будущее, которое предсказывалось СМИ США в пятидесятых годах прошлого века (включая летающие автомобили, лазерное оружие, монорельсы, и роботов). Панчбоул был задуман и основан Эндрю Мандэйем и построен командой учёных, под управлением учёного-нациста, доктора Германа Вайя (англ. Dr. Hermann Wye). Завязка игры происходит в момент, когда Стаббс воскресает и выбирается из могилы, которая, по стечению обстоятельств оказалась прямо под центром города, и попадает на церемонию открытия Панчбоула. Его сразу же встречает робот с женским ИИ — экскурсовод, которая, не замечая странной сущности Стаббса как ни в чём не бывало начинает знакомить его с городом. Стаббс, желая вернуться в свою могилу и упокоиться там,  начинает поедать мозги жителям города и офицерам полиции Панчбоула, и продолжая это делать, он начинает блуждать по окрестностям города (например Центральная площадь города, фантастические оранжереи, полицейское управление, супермаркет, ферма недалеко от Панчбоула, и громадная гидроэлектростанция).
Единственное, чего хочется Стаббсу, помимо уничтожения Панчбоула, — это восстановить романтические отношения с Мэгги Мандэй, матерью Эндрю Мандэйя. В своих поисках Стаббс случайно узнает истинную причину своей смерти и убивает своих обидчиков, попутно принося разорение и смятение на улицы города и на его окрестности.

## Игровой процесс
Игровой процесс происходит от лица зомби, и для того, чтобы выжить игроку придётся убивать людей и поедать их мозги. Поедание мозгов возвращает определённое количество потерянного здоровья, равно как и превращение людей в зомби, принуждая их переходить на сторону Стаббса.

### Оружие Стаббса
Зомбированное состояние Стаббса не позволяет ему владеть каким-либо обычным оружием, но Стаббс компенсирует это владением многими зомби способностями.
- Оторванные руки — используются как импровизированная дубинка. Добывается насильственным отрыванием от врагов-людей.
- Дьявольское зловоние — мощное выпускание газов Стаббса. Побочный продукт гниющего мозга, который на время выводит из строя врагов, оказавшихся поблизости.
- Кишечная граната — собственная поджелудочная железа Стаббса, вытянутая из своего же живота. Своего рода это липкая взрывоопасная граната, прилипающая к врагам и твёрдым поверхностям. Вырастает заново во время поедания мозгов.
- Рука Стаббса — левая отрываемая рука Стаббса. Используется для разведки, захвата и управления людьми. Люди, контролируемые рукой Стаббса полностью подчиняются его воле — они будут стрелять из своего оружия в противников, выполнять необходимые действия, управлять стационарным оружием и ездить на машинах. Когда Стаббс проникает в чей-то разум, он становится беззащитным. Рука не действует на человека с шлемом на голове.
- Голова Стаббса — собственная открученная голова Стабба. Используется подобно шару для игры в боулинг. Во время движения голова распыляет ядовитую слюну, превращающую в зомби каждого человека. При подрыве может уничтожить до восьми противников.

Всё вышеуказанное оружие, исключая руку Стаббса, при поражении людей, может превращать их в зомби. Стаббс может позвать остальных зомби поблизости, свистнув им. После того как количество зомби, руководимых Стаббсом, достигнет максимума, он может управлять остальными, посылая целые группы зомби в нужном направлении толчком. Зомби, как следующие за Стаббсом, так и бродящие сами по себе, будут атаковать остальных людей, которых они увидят, при убийстве которых они так же будут превращаться в зомби.
Стаббс также может управлять рядом транспортных средств, таких как удобряющие и летающие машины, усовершенствованные лезвиями трактора, джипы Willys MB и танки М26 «Першинг».

## Музыка в игре
Музыка в игре Stubbs the Zombie состоит из одиннадцати кавер-версий популярных песен 50-х годов и 60-х годов (исключая ранее написанную «If I Only Had a Brain» из фильма «Волшебник страны Оз»). Песня «The Livin' Dead» является оригинальным саундтреком.
| №   | Название                    | Исполнитель         | Длительность |
| --- | --------------------------- | ------------------- | ------------ |
| 1.  | «Lollipop»                  | Ben Kweller         | 2:15         |
| 2.  | «My Boyfriend's Back»       | The Raveonettes     | 2:38         |
| 3.  | «Earth Angel»               | Death Cab for Cutie | 3:16         |
| 4.  | «Shakin' All Over»          | Rose Hill Drive     | 2:52         |
| 5.  | «Strangers in the Night»    | Cake                | 2:51         |
| 6.  | «There Goes My Baby»        | The Walkmen         | 2:16         |
| 7.  | «Everyday»                  | Rogue Wave          | 3:40         |
| 8.  | «All I Have to Do Is Dream» | The Dandy Warhols   | 2:39         |
| 9.  | «Mr. Sandman»               | Oranger             | 3:02         |
| 10. | «If I Only Had a Brain»     | The Flaming Lips    | 2:16         |
| 11. | «Tears on My Pillow»        | Clem Snide          | 4:01         |
| 12. | «Lonesome Town»             | Milton Mapes        | 3:07         |
| 13. | «The Livin' Dead»           | Phantom Planet      | 3:26         |

## Месть короля
Месть короля — вольный перевод оригинальной игры Stubbs the zombie сделанной Дмитрием Пучковым, также известным как Гоблин[значимость факта?].

## Переиздание
Издательство Aspyr Media в рамках конференции Nintendo Direct анонсировало версию своего комедийного зомби-экшена Stubbs the Zombie in Rebel Without a Pulse для современных платформ. 16 марта 2021 года переиздание вышло для PC (Steam, GOG), PlayStation 4, Xbox One и Nintendo Switch.

## Отзывы
| Сводный рейтинг           | Сводный рейтинг | Сводный рейтинг |
| Издание                   | Оценка          | Оценка          |
| Издание                   | PC              | Xbox            |
| ------------------------- | --------------- | --------------- |
| GameRankings              | 70,68 %         | 75,90 %         |
| Metacritic                | 72/100          | 75/100          |
| Иноязычные издания        |                 |                 |
| Издание                   | Оценка          | Оценка          |
| Издание                   | PC              | Xbox            |
| Eurogamer                 | N/A             | 4/10            |
| GamePro                   | N/A             | [ 9 ]           |
| GameRevolution            | N/A             | [ 10 ]          |
| GameSpot                  | 7,7/10          | 7,8/10          |
| GameSpy                   | N/A             | [ 13 ]          |
| GamesRadar+               | [ 14 ]          | [ 14 ]          |
| GameZone                  | N/A             | 7,6/10          |
| IGN                       | 7,5/10          | 8,1/10          |
| VideoGamer                | 5/10            | 5/10            |
| WorthPlaying              | N/A             | 8/10            |
| The Sydney Morning Herald | 3,5/5           | 3,5/5           |
| Русскоязычные издания     |                 |                 |
| Издание                   | Оценка          | Оценка          |
| Издание                   | PC              | Xbox            |
| Absolute Games            | 82 %            | N/A             |
| «Игромания»               | 8/10            | N/A             |
| «ЛКИ»                     | 79 %            | N/A             |

Версия Xbox получила в целом благоприятные отзывы, в то время как ПК версия получила чуть менее благоприятные отзывы, по данным агрегатора Metacritic. Агрегатор GameRankings также в целом оценил благоприятно версии ПК и Xbox. Eurogamer высказал, что Xbox версия игры имеет множество приемлемых идей, которые не совсем работают и отсутствует общая связь.
Игра была воспринята как больно короткая и линейная, но никогда не скучная. Окружения игры были описаны GameSpot как приятно разнообразными, отмечая, что такие места, как Панчбоул, город будущего, очень хорошо проработан и имеет подходящий классный вид. Саундтрек к игре получил преимущественно положительные отзывы. Исполняющий голос персонажа был описан как элемент, который особо закрепил игру, и была высказана такая точка зрения: «Никогда раньше звуки зомби-стонов в игре не были сделаны настолько хорошо». IGN подчеркнула «бесполезные крики гражданских лиц и вооруженных противников» и «топкие, жующие скальп звуковые эффекты» в качестве элементов, способствующих более высокому качеству, чем визуальные эффекты игры.
Detroit Free Press поставил Xbox версии оценку четыре звезды, сказав: «Происходящий хаос такой же весёлый, как пропитанный кровью возможный зомби фест». CiN Weekly поставил той же самой версии 78 %, сказав: "Безусловно, это не самая переполненная экшеном или тонко настроенная игра, но есть достаточно ловкие атаки и юмористические элементы в Пульсе, чтобы вы продолжали играть, для того чтобы увидеть, какие другие лакомства — или прибавления — они будут бросаться на вашем пути ". Тем не менее, The Sydney Morning Herald присудил игре три с половиной звезды из пяти, и назвал её короткой прогулкой, с действиями, которые могут повторяться, но с пронзительным юмором, который заставит вас улыбнуться.
Персонаж Стаббс занял второе место в «Десятке лучших мертвецов» по мнению журнала Electronic Gaming Monthly.
Редакторы Computer Games Magazine вручили Stubbs the Zombie награду за «Лучший саундтрек» 2005 года.

### Полемика вокруг каннибализма
В ноябре 2005 года Stubbs the Zombie вместе с F.E.A.R. столкнулся с разногласиями в отношении каннибализма в играх. Дэвид Уолш из Национального института СМИ и семьи (NIMF) и сенатор США Джозеф Либерман также критиковали игру как «каннибальскую» и вредную для несовершеннолетних детей. Сенатор Либерман заявил: «Это просто худшее сообщение для детей, и, кроме того, это может навредить всей молодежи Америки». Wideload Games ответили по этому поводу: «Стаббс — зомби, а не человеческий каннибал». GamePolitics.com также упрекнул отчёт, назвав его нелепым и сославшись на 36-ти основных новостях, заявили свою историю сразу же после отчета NIMF.